# Menhir de Calès
Le menhir de Calès est un menhir situé sur la commune de Porspoder, dans le département du Finistère en France.

## Historique
Il est classé au titre des monuments historiques par arrêté du 22 février 1921.

## Description
Le menhir est un bloc de granite de l'Aber-Ildut. Il mesure 3,05 m de hauteur. Il affecte la forme d'un croissant et sa section est presque quadrangulaire jusqu'à 1,50 m de hauteur (largeur de 0,90 à 0,95 m). 

## Annexe